# Betty Carr
Betty Carr (nacida Helen Elizabeth Carr el 31 de marzo de 1929 en Chicago (Illinois) y fallecida el 31 de agosto de 2008 en Eustis (Florida)) fue una bailarina y actriz estadounidense mundialmente conocida por ser una de las novias de la película Siete novias para siete hermanos.
Los trabajos de Carr en Broadway incluyeron las producciones de "Fanny" (1954), "Damn Yankees" (1955), "Happy Hunting" (1956) y "Mask and Gown" (1957).
Su única película en la que aparece en los créditos es la ya nombrada Siete novias para siete hermanos (1954) en la que interpretaba a Sarah, la novia de Florindo, el sexto hermano interpretado por Tommy Rall. Sin aparecer en el reparto, también participó en la película All Ashore protagonizada por Mickey Rooney.
Se retiró de la actuación después de casarse con el tenista profesional y empresario Edward Burke, aunque regresó ocasionalmente al escenario local en Eustis, Florida, ya como Betty Burke.
Está enterrada en el cementerio Lakeside Memory Gardens de Eustis, en el Condado de Lake, Florida.